# Список армянских храмов Украины
Список армянских храмов на территории Украины

## Волынская область

### Луцк
- Церковь, Луцк. Перестроена в жилой дом в 1950-х годах.
- Новая церковь. Строится

## Днепропетровская область

### Днепр
- Церковь Св. Григория Просветителя

### Каменское
- Идет строительство часовни

## Донецкая область

### Донецк
- В 2012 году начало строительства церкви в Донецке[1]

### Макеевка
- Церковь Сурб Хач (Св. Крест), Макеевка, Донецкая обл. Построена 1998 году.

## Запорожская область

### Запорожье
- Церковь Святого Богородицы, Запорожье

## Ивано-Франковская область

### Ивано-Франковск.
- Армянский костел Непорочного Зачатия Пресвятой Девы Марии. Нынче Свято-Покровский собор ПЦУ.

## Автономная Республика Крым

### Евпатория
- Церковь Сурб Никогайос, Евпатория[2]

### Севастополь
- Церковь, Севастополь. Начало строительства 2012 год[3]

### Старый Крым
- Монастырь Сурб Хач, середина XIV века, г. Старый Крым[4]

### Феодосия
- Церковь Архангелов Микаэл ев Габриэл, Феодосия[5]

### Ялта
- Церковь Сурб Рипсиме, Ялта[6][7]. Ялтинскую армянскую церковь можно увидеть в кинокартинах «Праздник Святого Йоргена», «Овод», «Три толстяка», «Щит и меч» и других. Перед южным фасадом здания с левой стороны от арки есть скромная могильная плита. Рядом, на стене, мемориальная доска: «Здесь похоронен Вардгес Яковлевич Суренянц (1860—1921) — известный армянский живописец, график и театральный художник, украсивший это здание внутри росписью». Отец В.Суренянца был священником в Симферополе. Они много путешествовали по Крыму, часто бывали в Феодосии у своего дальнего родственника, знаменитого мариниста Ивана Айвазовского.

## Луганская область

### Луганск
- Часовня Святой Марии, Луганск

## Львовская область

### Львов
- Армянский кафедральный собор Сурб Аствацацин Львов
- Монастырь армянских бенедиктинок (Львов) (Ныне не существует)

## Николаевская область

### Николаев
- Церковь Сурб Геворг, Николаев[8]

## Одесская область

### Белгород-Днестровский
- Церковь Сурб Аствацацин (Успения Пресвятой Богородицы), Белгород-Днестровский[9]

### Измаил
- Церковь Сурб Геворг, Измаил. Построена в 1836 году. Снесена в середине 60-х годов века[10]

### Одесса
- Церковь Сурб Григор Лусаворич, Одесса[11]

## Харьковская область

### Харьков
- Церковь Сурб Арутюн, 2004 год, Харьков

## Хмельницкая область

### Каменец-Подольский
- Церковь Сурб Никогайос, Каменец-Подольский. Нынче Свято-Никольский храм УПЦ.
- Церковь Святого Степаноса, Каменец-Подольский. Построена в 1633 году, разрушена в период турецкого владычества с 1672 по 1699 год
- Колокольня Сурб Степанос, Каменец-Подольский.

## Черновицкая область

### Черновцы
- Церковь Сурб Петрос и Сурб Погос[12][13], Черновцы

## Ныне вне армянской юрисдикции
- Монастырь армянских василианок

## См.также
- Армяне на Украине
- Список армянских храмов по странам
- Днепропетровское областное общество армянской культуры им.Григора Лусаворича